# Sankt Ursen
Sankt Ursen is een gemeente en plaats in het Zwitserse kanton Fribourg, en maakt deel uit van het district Sense.
St. Ursen telt 1228 inwoners.